# Cuisine kirghize

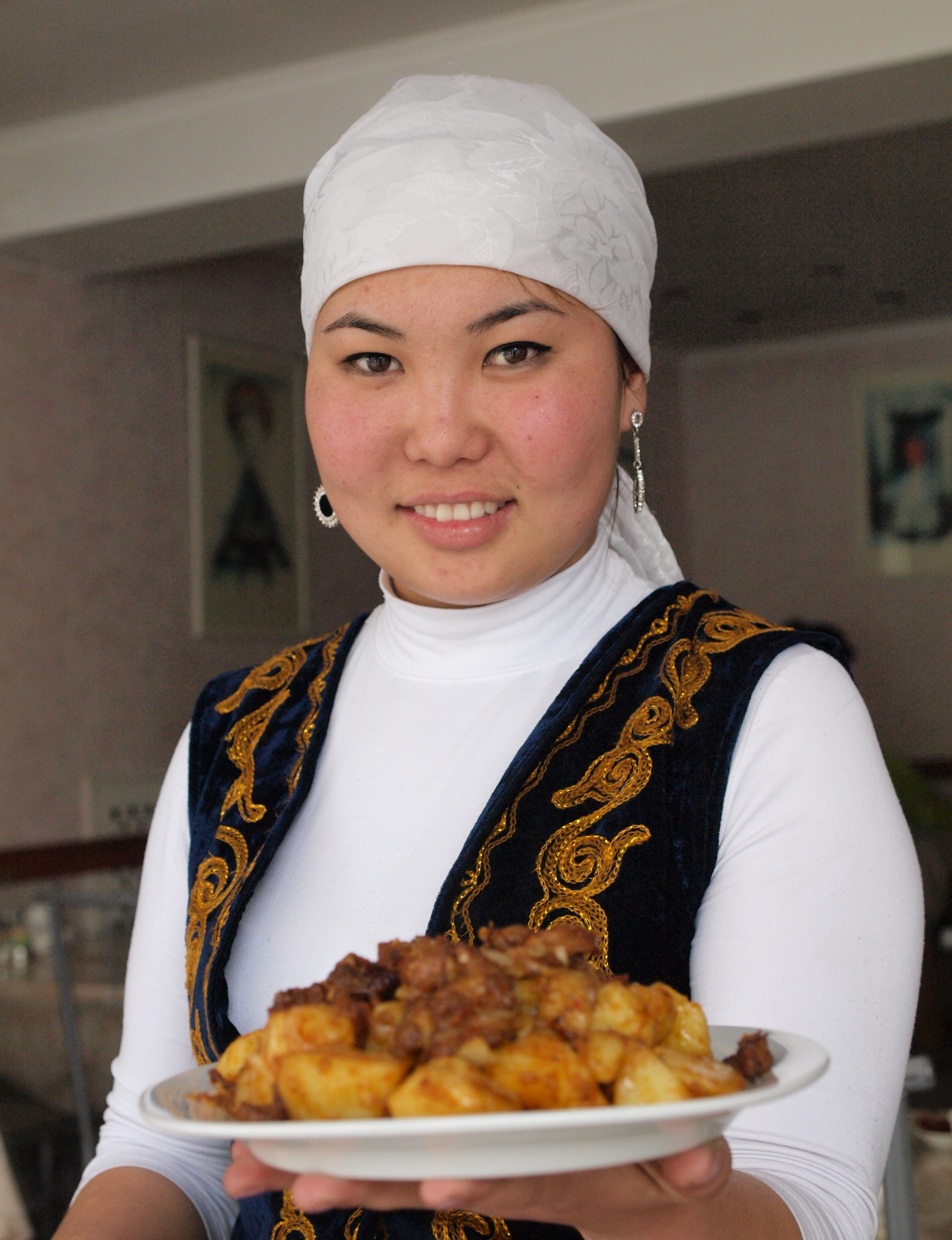

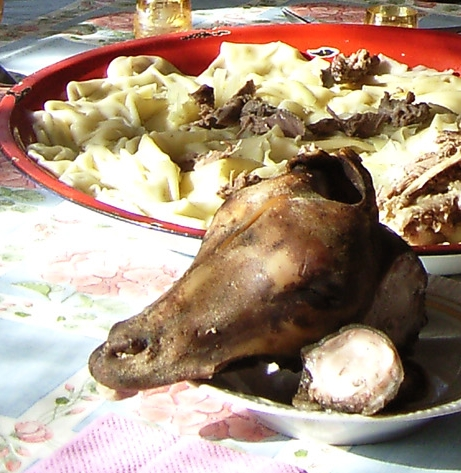

La cuisine kirghize traditionnelle se base principalement sur les viandes de mouton, de bœuf et de cheval, ainsi que sur les produits laitiers.
Les techniques de préparation des ingrédients ont été influencées par le mode de vie nomade des Kirghizes. De nombreuses techniques de cuisson permettent la conservation de la nourriture à long terme.
Le Kirghizstan abrite différents peuples et autant de variétés de cuisines. Dans les grandes villes, comme Bichkek, Och, Djalalabad ou Karakol, on peut aussi bien trouver de la cuisine "internationale" que traditionnelle.
La cuisine non Kirghize est très populaire :
- la cuisine ouïgour,
- la cuisine doungane,
- la cuisine ouzbèke,
- et la cuisine russe, qui représente la minorité la plus importante du pays.

Un plat traditionnel des fêtes de fin d'année est le tchoutchouk, sorte de saucisse à base de viande de cheval.